# Cercasi amore per la fine del mondo
Cercasi amore per la fine del mondo (Seeking a Friend for the End of the World) è un film del 2012 scritto e diretto da Lorene Scafaria.

## Trama
Un grosso asteroide è in rotta di collisione con la Terra: mancano solo tre settimane all'impatto, momento in cui tutta l'umanità scomparirà. 
Dodge Petersen e sua moglie Linda ascoltano l'annuncio nella radio  dell'auto e, pochi secondi dopo, Linda fugge dal veicolo senza dire una parola. 
Dodge torna al suo monotono e noioso lavoro, in un'agenzia di assicurazioni, il giorno successivo. 
Mentre tutti intorno a lui hanno reagito in modo diverso, con droga, sesso, viaggi o suicidio, la vita di Dodge non è cambiata affatto. 
Un giorno l'uomo scopre grazie a Penny, la sua vicina di casa, una lettera di una sua vecchia fiamma, Olivia, datata tre mesi prima, che spiega perché lei lo ha lasciato e ciò che è accaduto nella sua vita, concludendo con l'ammissione che lui era "l'amore della sua vita". 
Le cose, intanto, precipitano a causa del caos che si viene a creare dalla disperazione della gente, e Dodge è costretto a scappare dalla città in preda alla violenza insieme a Penny, che Dodge accetta di portare con sé, ma ad un patto: che la ragazza lo aiuti a ritrovare Olivia.

## Distribuzione
Il 9 febbraio 2012 Focus Features ha pubblicato il trailer ufficiale e la locandina del film. Il trailer italiano è stato invece diffuso online il 22 dicembre 2012.
Il film è stato presentato in anteprima al Los Angeles Film Festival il 18 giugno 2012, per poi essere distribuito nelle sale statunitensi e canadesi a partire dal 22 giugno. In Italia il film inizialmente doveva essere distribuito da M2 Pictures a partire dal 17 agosto 2012, ma è stato rimandato ed è uscito il 17 gennaio 2013.

## Accoglienza

### Incassi
Il film ha incassato 11.681.781 dollari a livello globale; di questi, circa 7 milioni dagli Stati Uniti. In Italia la pellicola ha incassato circa 215.000 euro.